# Нума, Нериюс
Нериюс Нума (лит. Nerijus Numa; до смены фамилии в 2020 году: Нериюс Нумавичюс (лит. Nerijus Numavičius); род. 12 мая 1967, Шилале, Литва) — литовский предприниматель, основной бенефициар холдинговой компании «Vilniaus prekyba», которая контролирует розничные и аптечные сети в странах Балтии, Польше и Болгарии.
В 2001 году окончил медицинский факультет Вильнюсского университета, где получил степень бакалавра в области медицинских наук по специальности «общественное здравоохранение». Нериюс Нума является председателем совета Школы международного бизнеса при Вильнюсском университете.
Нериюс Нума начинал бизнес в партнерстве с двумя братьями (Юлиус и Владас Нумавичюс) и университетскими друзьями. Вместе они создали предшественника группы VP в 1992 году. Их первые инвестиции были в недвижимость. Позже группа инвестировала в приватизированные компании в постсоветской России. В 2003 году он основал VP Group Grupė, которая сегодня управляет крупнейшей литовской розничной сетью Maxima LT. 
В 2010 году Нериюс Нума консолидировал свою мажоритарную долю в группе VP, что привело к конфликту с его братом Юлиусом, который сейчас живет во Флориде. Юлиус подал в суд на группу VP, требуя более 150 миллионов долларов.
Владеет 77% акций Vilniaus prekyba. Общее состояние оценивается в 2,5 млрд. евро.

## Семья
- Жена — Каэтана Нума (2015—2020 — Леонтьева-Нумавичене);
- Брат — Владас Нумавичюс.

## Награды
- Орден «За заслуги перед Литвой» Командорский крест (2003)[5];
- Орден Белой звезды 3 класса Эстонии (2004)[6].